# Chráněná krajinná oblast Moravský kras
Chráněná krajinná oblast Moravský kras (CHKO Moravský kras) je chráněná krajinná oblast v Česku. Vyhlášena byla 28. srpna 1956. Správa CHKO sídlí v Blansku. Dům přírody se nachází v Punkevním žlebu. Rozloha CHKO činí 97 km², nadmořská výška se pohybuje v rozmezí 214 až 613 metrů, nejvyšším bodem je vrchol Helišovy skály.
CHKO Moravský kras zahrnuje nejcennější části Moravského krasu severovýchodně od Brna. Je tvořena vápenci středního devonu až spodního karbonu táhnoucí se v severojižním směru mezi Sloupem a Brnem na vzdálenost 25 km. Pro tento krajinný celek jsou typické krasové plošiny se závrty, hluboké žleby se soutěskami, ponory a vývěry vodních toků, propasti a množství jeskyní. V Moravském krasu jsou pestře zastoupena i vzácná rostlinná a živočišná společenstva a mnohé jeskyně jsou důležitými archeologickými lokalitami. V roce 2016 bylo na území chráněné krajinné oblasti pozorováno úspěšné zahnízdění a vyvedení mláďat sokola stěhovavého. Tento druh se tak do lokality navrátil po 50 letech. Z 27 druhů netopýrů žijících na území Česka byl u 24 potvrzen výskyt na území chráněné krajinné oblasti Moravský kras.
V roce 2004 byl na seznam mokřadů chráněných Ramsarskou úmluvou zapsán podzemní tok Punkvy (1571 ha). V roce 2019 byla chráněná krajinná oblast vyhlášena znova. Při této příležitosti byla rozloha CHKO rozšířena z 91 km² na 96,82 km².